# مارك جونز (لاعب كرة قدم مواليد 1984)
مارك جونز (بالإنجليزية: Mark Jones)‏ هو لاعب كرة قدم بريطاني في مركز الوسط، ولد في 15 أغسطس 1984 في ريكسهام في المملكة المتحدة. شارك مع منتخب ويلز تحت 21 سنة لكرة القدم ومنتخب ويلز لكرة القدم. أما مع النوادي، فقد لعب مع نادي بالا تاون ونادي روتشديل ونادي ريكسهام.

## وصلات خارجية
- مارك جونز على موقع قاعدة بيانات كرة القدم.إي يو (الإنجليزية)
- مارك جونز على موقع Soccerbase.com (لاعب) (الإنجليزية)